# Клуб «1 июля»
Клуб «1 июля» — неформальное сообщество членов Российской академии наук (РАН), заявивших 1 июля 2013 года о неприемлемости внесённого тогда в Думу законопроекта о реформе государственных академий, предполагавшего ликвидацию РАН, и о своём отказе вступать в учреждаемую этим законопроектом новую «Академию наук». Протесты участников клуба и широкой научной общественности привели к тому, что положения о ликвидации РАН и о создании вместо неё некоей новой академии были исключены из окончательного текста закона. Тем не менее в последующие годы клуб также занимал критическую позицию по отношению к реформам.

## Создание и деятельность клуба
Клуб был создан в экстренном порядке в связи с неожиданным появлением законопроекта о реформе РАН.
Инициаторами создания клуба выступили российские учёные, среди которых академики В. Е. Захаров, А. В. Кряжимский, Д. В. Ширков, члены-корреспонденты РАН Ю. И. Манин и И. В. Волович. В заявлении на адрес президента РФ В. В. Путина, председателя Правительства РФ Д. А. Медведева, председателя Совета Федерации РФ В. И. Матвиенко и председателя Государственной Думы РФ С. Е. Нарышкина было сказано:
Выражая категорическое неприятие проекта Федерального закона «О Российской академии наук, реорганизации государственных академий наук и внесении изменений в отдельные законодательные акты Российской Федерации» 305828-6, направленного в Государственную Думу, заявляем об отказе вступить в новую «РАН», если закон будет принят, так как не считаем её законной и достойной правопреемницей и заменой существующей Российской академии наук, основанной Петром I.
Первое заседание клуба состоялось 8 июля 2013 года в Физическом институте РАН им. П. Н. Лебедева (ФИАН).
Благодаря жёстко заявленной позиции и активным действиям клуба летом 2013 года удалось найти определённый компромисс с властью и добиться внесения корректировок в закон о реформе академий перед его принятием (ФЗ-253 от 27 сентября 2013 года). В частности, в закон не вошло положение о прекращении существования РАН, РАМН и РАСХН — вместо этого констатируется, что РАМН и РАСХН «присоединяются к РАН» (статья 18, п. 1), а норма о возможности «ликвидации» РАН отменена — упоминается (статья 5) только о «реорганизации».
В последующие годы (2014—2017) члены клуба многократно выступали с критикой Архивная копия от 5 октября 2017 на Wayback Machine проводимой реформы РАН. Член клуба В. Е. Захаров оценил начатую реформу как требующую исправления «историческую ошибку», которая «будет рассматриваться как преступление против российской государственности».
В дальнейшем клуб неоднократно выступал с заявлениями по поводу тех или иных проблем образования и науки в России, в частности, в 2020 году осудил инициативу реформы факультетов МГУ.

## Выборы руководства РАН в 2017 году
На Общем собрании Академии в марте 2017 года предполагалось провести очередные выборы Президиума РАН. Однако их пришлось отложить до осени из-за внезапного снятия своих кандидатур всеми претендентами на пост президента, которое официально мотивировалось необходимостью корректировки регламента процедуры выборов. Клуб осудил произошедшее: как сказано в заявлении, принятие подобных решений в последний момент свидетельствует, что «…кризис был создан искусственно и выборы были отменены под давлением власти, которому ни кандидаты в президенты, ни Президиум РАН не смогли противостоять».
В начале июня 2017 года клуб инициировал сбор подписей академиков, членкоров и профессоров РАН против законопроекта, меняющего процедуру выборов президента РАН, а именно против требования «согласования» кандидатов с правительством РФ и ограничения числа кандидатов. В результате Комитет Госдумы по науке и образованию поддержал поправку, снимающую лимит на число согласуемых претендентов, и она была учтена в принятом Думой во втором чтении варианте проекта.
Выборы руководства РАН состоялись 25—28 сентября 2017 года. Поскольку, по мнению клуба, вина за мартовский срыв во многом лежит на самих претендентах, в начале сентября в специальном обращении было выражено «недоумение» повторным выдвижением одного из них, с призывом к членам РАН учесть это обстоятельство при голосовании. Обращение подписали более тридцати представителей клуба и присоединившихся к ним учёных. Чуть раньше члены клуба заявили своё несогласие в связи с необоснованным, на их взгляд, отстранением двух академиков, А. Р. Хохлова и В. А. Черешнева, от выборов. В сложившихся условиях клуб принял решение поддерживать кандидатов в президенты РАН Р. И. Нигматулина и А. М. Сергеева «как людей наиболее высоко котирующихся в академической среде». По результатам выборов президентом РАН стал А. М. Сергеев.

## Выборы руководства РАН в 2022 году
Выборы-2022 проходят на общем собрании членов РАН 19—22 сентября 2022 года. Изначально на пост президента РАН претендовали четыре академика: Г. Я. Красников (участник выборов-2017), Д. М. Маркович, Р. И. Нигматулин (участник выборов-2017), А. М. Сергеев (действовавший с 2017 года президент). Однако кандидатура Нигматулина не была согласована правительством России, а 19 сентября о снятии с выборов заявил Сергеев (по его словам, «из-за беспрецедентного давления»). Клуб «1 июля» истрактовал отстранение двух ключевых претендентов как превращение выборов в фарс, участие в котором «унизительно для членов РАН».

## Изначальные члены клуба
По ситуации на начало сентября 2013 года, в числе подписавших заявление было более 70 академиков и членов-корреспондентов РАН. Среди них:

### Академики РАН
- А. А. Абрикосов (1928—2017)
- В. Б. Бетелин
- В. А. Васильев
- А. В. Гапонов-Грехов (1926—2022)
- С. С. Герштейн (1929—2023)
- М. А. Грачёв (1939—2022)
- Н. С. Диканский
- В. В. Дмитриев
- В. А. Дыбо (1931—2023)
- Ю. Л. Ершов
- В. Е. Захаров (1939—2023)
- Н. С. Кардашев (1932—2019)
- Л. В. Келдыш (1931—2016)
- В. М. Котляков
- А. В. Кряжимский (1949—2014)
- А. П. Кулешов
- Р. И. Нигматулин
- Л. Б. Окунь (1929—2015)
- Ю. Н. Парийский (1932—2021)
- В. А. Рубаков (1955—2022)
- Роальд З. Сагдеев
- М. В. Садовский
- А. А. Старобинский (1948—2023)
- С. М. Стишов
- Р. А. Сурис (1936—2024)
- В. Б. Тимофеев (1936—2023)
- А. В. Чаплик
- Д. В. Ширков (1928—2016)
- Г. М. Элиашберг (1930—2021)
- В. Л. Янин (1929—2020)

### Члены-корреспонденты РАН
- А. Е. Аникин (академик с 2016)
- П. И. Арсеев
- В. Е. Балакин
- Л. Д. Беклемишев (академик c 2019)
- А. А. Белавин
- А. Б. Борисов
- В. В. Бражкин (академик с 2016)
- И. В. Волович
- М. И. Высоцкий
- В. Н. Гаврин (академик с 2022)
- С. К. Гулев (академик с 2025)
- В. И. Данилов-Данильян
- К. Е. Дегтярёв (академик РАН с 2019)
- А. В. Дыбо
- К. П. Зыбин (академик с 2025)
- С. В. Иванов
- А. И. Иванчик
- Е. Л. Ивченко (академик с 2022)
- Б. Л. Иоффе (1926—2022)
- Ю. И. Манин (1937—2023)
- Ю. Г. Махлин
- А. Ю. Морозов
- А. К. Муртазаев (академик с 2025)
- С. Ю. Немировский
- И. А. Панин (академик с 2025)
- М. И. Рабинович (1941—2025)
- А. А. Разборов
- Н. Н. Розанов (академик с 2022)
- А. М. Сергеев (академик с 2016)
- Н. Н. Сибельдин (1943—2020)
- Р. Л. Смелянский
- Н. Г. Смирнов
- А. В. Соболев (академик с 2016)
- А. А. Соловьёв (1947—2021)
- О. Н. Соломина
- И. И. Ткачёв (академик с 2016)
- А. А. Толстоногов
- Д. В. Трещёв (академик с 2016)
- Д. И. Трубецков (1938—2020)
- Е. А. Хазанов (академик с 2019)
- И. Б. Хриплович (1937—2024)
- Е. В. Щепин
- М. И. Яландин (академик с 2016)

## Члены клуба с 2017 года
Также с 2017 к клубу присоединились:

### Академики РАН
- В. М. Алпатов
- Ю. Д. Апресян (1930—2024)
- Д. А. Варшалович (1934—2020)
- А. Г. Галстян
- А. А. Гусейнов
- М. В. Данилов
- Л. М. Зелёный
- Ю. М. Каган (1928—2019)
- Н. Н. Казанский
- А. А. Каплянский (1930—2022)
- Е. А. Кузнецов
- А. Г. Литвак
- М. А. Медведев (1935—2025)
- А. М. Молдован
- В. С. Мясников (1931—2025)
- А. А. Саркисов (1924—2022)
- С. М. Толстая
- Е. М. Чуразов

### Члены-корреспонденты РАН
- Л. Я. Аранович (академик с 2022)
- Н. М. Арсентьев
- С. А. Арутюнов (1932—2023)
- Е. Л. Березович
- Д. М. Бондаренко
- Л. И. Бородкин
- М. Д. Бухарин (академик с 2019)
- М. М. Глазов
- Д. С. Горбунов
- Б. Н. Гощицкий (1931—2019)
- В. М. Григорьев
- Н. П. Гринцер
- Г. В. Данилян
- А. В. Дворкович
- Г. В. Домогацкий (1941—2024)
- А. В. Иванчик
- Д. И. Казаков
- Ю. Ю. Ковалёв
- А. А. Котов
- Л. В. Кравчук
- З. Ф. Красильник (академик с 2025)
- В. В. Кузнецов (академик с 2025)
- Р. В. Мизюк
- П. Н. Пахлов
- В. В. Полонский
- В. В. Пухначёв
- Л. П. Репина
- В. И. Ритус
- В. В. Сагарадзе
- А. А. Саранин
- А. В. Сиренов
- Е. В. Скляров
- Н. В. Суровцев
- А. Л. Топорков
- Ф. Б. Успенский
- В. С. Фадин
- А. М. Федотов (1948—2019)
- А. А. Чернов
- Б. Г. Юдин (1943—2017)
- Д. Г. Яковлев

### Профессора РАН
- В. И. Боровков
- С. А. Бурлак
- И. А. Вайнштейн
- Р. Р. Вафин
- И. В. Винярская
- М. О. Галлямов
- Л. Е. Голуб
- Э. С. Закиров
- И. Н. Зилфикаров
- В. В. Измоденов
- И. М. Индрупский
- С. В. Козырев
- Я. В. Кудрявцев
- М. В. Либанов (член-корреспондент с 2 июня 2022)
- К. А. Лысенко
- Н. Ю. Мучной
- В. Н. Неверов
- Д. И. Новиков
- Н. Ю. Песков
- Т. К. Пинегина
- А. Б. Пушкарёв
- Г. С. Соколовский
- И. А. Христофоров
- А. А. Ширяев

## Члены клуба с 2019 года
В 2019 году в объединение вошли:

### Академик РАН
- Ю. А. Костицын

### Члены-корреспонденты РАН
- Е. А. Бонч-Осмоловская
- И. Ю. Кулаков
- А. А. Масчан

### Профессор РАН
- А. С. Десницкий

## Члены клуба с 2020 года

### Члены-корреспонденты РАН
- О. Э. Мельник
- И. И. Муллонен
- И. А. Некрасов
- А. А. Пичхадзе
- С. В. Стрельцов

### Профессора РАН
- А. И. Буфетов